# Praia do Canto

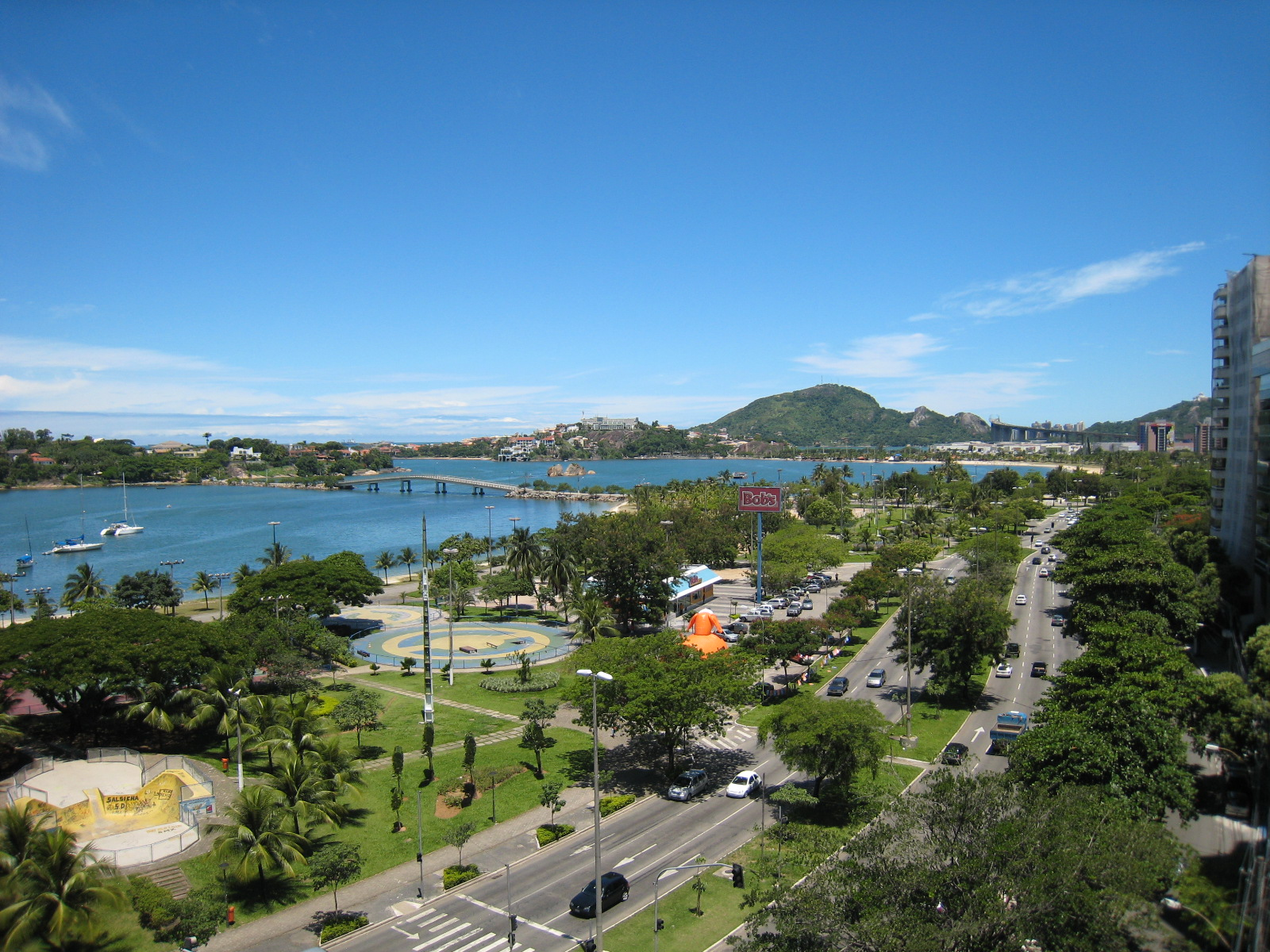
Orla da Praia do Canto, com a Ilha do Boi, a Terceira Ponte e o Convento da Penha ao fundo.

A Praia do Canto é um bairro e histórico de classe média-alta e alta, localizado em Vitória, no Espírito Santo. 
É conhecido por sua vida noturna movimentada e pela intensa atividade comercial.

## Características
A área recebe pessoas com alto poder de consumo, cotemplando o maior número de serviços destinados às pessoas com maior renda da capital, nela encontram-se restaurantes, hotéis, lojas, cafés, ateliês, casas noturnas, dentre diversos outros tipos de estabelecimentos voltados para o público de alto padrão econômico da cidade.
A Praia do Canto é atualmente um dos bairros de Vitória que apresenta melhor infra-estrutura, sendo mais desenvolvida do que a de outros locais.

## História
O bairro originou-se de um loteamento - Plano Novo Arrabalde, cujo autor foi o Engenheiro Saturnino de Brito, que baseado em influências do urbanismo sanitarista, projetou ruas largas, tendo como eixo central a Avenida Nossa Senhora da Penha, formando um desenho semelhante a uma espinha de peixe. O loteamento abrangia parte do bairro Santa Lúcia, devido ao prolongamento das avenidas Rio Branco, Aleixo Neto e Constante Sodré.
Na época, o bairro era utilizado como área de lazer e moradia próximos ao mar. Existiam as Praias do Barracão, das Castanheiras, do Canto, Comprida e de Santa Helena, além das Ilhas do Boi e do Frade. Com o aterro realizado pela COMDUSA, em 1972, as referências dessas praias desapareceram e o nome Praia do Canto se consolidou.
Até o final da década de 50, quando saíram de circulação, os bondes faziam ponto final na Rua Aleixo Neto, trazendo moradores do Centro e Jucutuquara para a Praia do Barracão. 
Em 1980 começou a funcionar o primeiro Shopping Center - o Centro da Praia. Dezenas de casas foram substituídas por prédios e a explosão do mercado imobiliário fez com que os antigos limites do bairro se expandissem.

## Praças

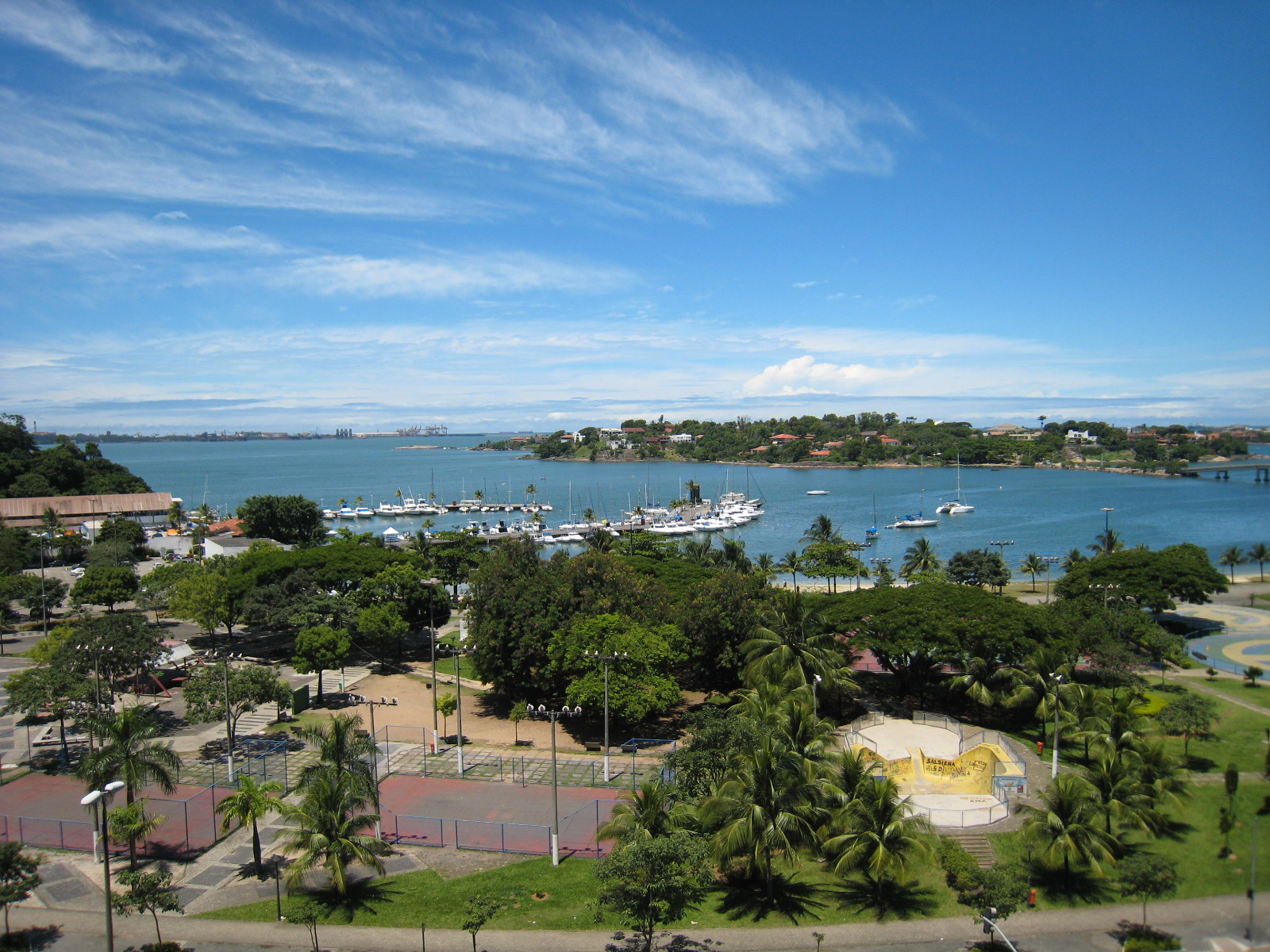
Orla da Praia do Canto, detalhando a Praça dos Namorados, o Iate Clube do Espírito Santo e a Ilha do Frade.

### Praça dos Namorados
Localizada em frente à marina do Iate Clube do Espírito Santo (Ices). É uma das principais áreas de lazer da Grande Vitória.
Nos finais de semana, abriga a Feira de Artesanato Artes na Praça, que oferece artesanatos e comidas típicas capixabas, além de shows musicais e artísticos.

### Praça dos Desejos
Localizada na Praia do Canto, próxima à Praça dos Namorados e à Praia de Santa Helena, a Praça d
os Desejos  também é uma ótima opção de lazer ao ar livre. No local há uma pista de patinação, grande área para caminhada, playground e vários quiosques. Foi fundada pelo Padre Afonso Braz em 1986.

## Parque Von Schilgen
O Parque Natural Municipal Von Schilgen fica em pleno coração da Praia do Canto, no Morro do Gajuru. O local conta com uma área de 71.259,27 metros quadrados e um perímetro de 1.503,63 metros. O espaço é adequado para meditação e caminhadas.
O parque conta com belas paisagens, trilhas para caminhadas e contempla inúmeras espécies de árvores e refúgio de aves silvestres. A chácara na qual o parque foi instalado possui duas residências da família de Nicolau Von Schilgen, uma delas do começo do século XX. Uma das residências é hoje sede administrativa, que conta também com um pequeno auditório.
A altitude até o topo do morro é de 65 metros. A vegetação nativa e do entorno desempenha importante papel no clima, na ecologia e no paisagismo para os moradores da Praia do Canto. O parque é aberto a visitação e trilhas.

## Triângulo das Bermudas
O Triângulo das Bermudas compreende o trecho entre as ruas Joaquim Lírio e João da Cruz, na Praia do Canto, e recebeu dos boêmios da cidade esse nome há mais de 20 anos. 
A região compreende um número considerável de bares, restaurantes e casas noturnas. É um dos locais com a vida noturna mais movimentada de Vitória.
Fatos recentes na mídia deram mais notoriedade como o caso “Rei do Triângulo” onde pai e filho João Barreto e Bruno Barreto se destacaram